# ان‌جی‌سی ۱۹۱
ان‌جی‌سی ۱۹۱ (انگلیسی: NGC 191) یک کهکشان مارپیچی است که در صورت فلکی نهنگ واقع شده است و در ۲۸ نوامبر ۱۷۸۵ توسط ویلیام هرشل کشف شد.